# Francia en los Juegos Olímpicos de Lake Placid 1932
Francia estuvo representada en los Juegos Olímpicos de Lake Placid 1932 por un total de 8 deportistas que compitieron en 3 deportes.  
El portador de la bandera en la ceremonia de apertura fue el dirigente George Torchon.

## Medallistas
El equipo olímpico francés obtuvo las siguientes medallas:
| Nombre                      | Deporte            | Competición |
| --------------------------- | ------------------ | ----------- |
| Oro                         |                    |             |
| Andrée Brunet Pierre Brunet | Patinaje artístico | Parejas     |
| Plata                       |                    |             |
| —                           |                    |             |
| Bronce                      |                    |             |
| —                           |                    |             |